# Revolta de Bambatha
La revolta de Bambatha va ser una revolta del poble zulu contra el poder britànic i els impostos a Natal, actualment part de Sud-àfrica, el 1906. La revolta estava liderada per Bambatha kaMancinza (c. 1860–1906?), líder del clan amaZondi, que vivia a la vall de Mpanza, un districte proper a Greytown.

## Desenvolupament

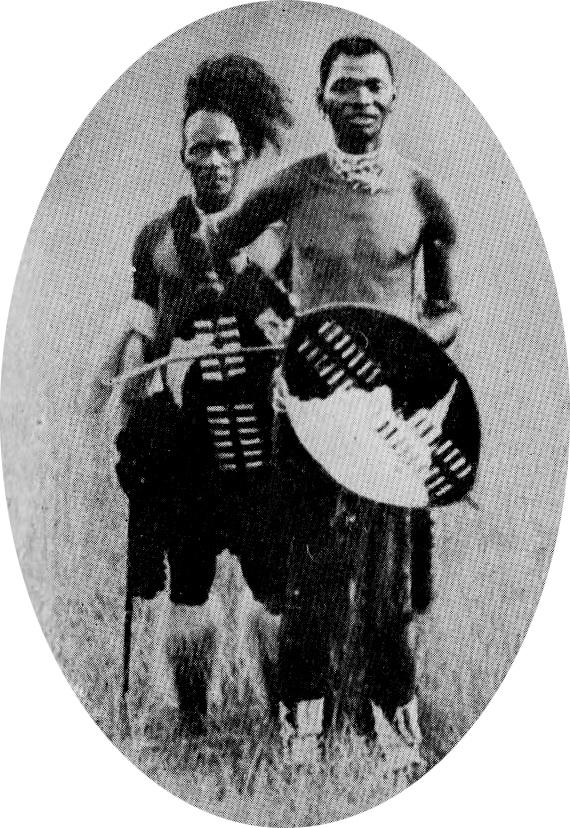
Bhambatha (a la dreta) amb un assistent

En els anys que van seguir la Guerra Anglo-bòer, els contractistes britànics de Natal tenien problemes per contractar camperols negres a conseqüència de la competició que els suposaven les mines d'or de Witwatersrand. Així, les autoritats colonials van introduir un impost per cap d'una lliure, que se sumava a l'impost ja existent, per pressionar als homes zulu perquè entressin al mercat laboral. Bambatha, que governava sobre unes 5.500 persones en unes 1.100 cabanes, era un dels caps que es va resistir a la recol·lecció d'aquest nou impost.
El govern de Natal va enviar la policia per recaptar els impostos als districtes que s'hi havien negat, i el febrer de 1906 dos agents britànics van ser assassinats prop de Richmond. Com a conseqüència de la introducció de la llei marcial, Bambatha va fugir cap al nord per parlamentar amb el rei Dinuzulu, el qual va donar suport tàcit a Bambatha i va convidar-lo a ell i a la seva família a quedar-se al seu palau reial.
Bambatha va tornar a la vall de Mpanza per trobar-se amb què el govern de Natal l'havia deposat com a cap. Va reclutar una petita força de seguidors i va iniciar un seguit d'accions de guerra de guerrilla, utilitzant el bosc de Nkandla com a base d'operacions. Després d'un seguit d'accions amb èxit, les tropes colonials comandades pel coronel Duncan McKenzie van iniciar una expedició, a finals d'abril de 1906.
Un cop van aconseguir confrontar i envoltar els rebels a Mome Gorge, la victòria britànica en una batalla desigualada era inevitable, conseqüència de la disparitat de les forces enfrontades. Quan el Sol va sortir, les tropes colonials van obrir foc amb metralladores i canons, mentre que els rebels estaven majoritàriament armats només amb els tradicionals atzagaies (llances), knobkerries (pals de combat) i escuts de pell.
Bambatha va caure mort i va ser decapitat durant la batalla; no obstant, molts dels seus seguidors creien que encara era viu, i la seva muller va rebutjar iniciar el dol. El principal aliat de Bambatha, l'aristòcrata zulu de 95 anys Inkosi Sigananda Shezi, membre del clan amaCube (cosí i gairebé contemporani del rei Shaka), va ser capturat per les forces colonials i va morir uns dies més tard.
Entre 3.000 i 4.000 zulus van morir durant la revolta (alguns dels quals van morir lluitant al costat del govern de Natal). Més de 7.000 van ser fets presoners, i 4.000 flagel·lats. El rei Dinizulu va ser arrestat i sentenciat a quatre anys de presó per traïció.
La guerra va costar al govern de Natal GB£883,576 (l'equivalent a £370,000,000 el 2010).

### El paper de Mohandas Gandhi
| Total recaptat provinent de la taxa per persona entre el 1906 i el 1909 | Total recaptat provinent de la taxa per persona entre el 1906 i el 1909 | Total recaptat provinent de la taxa per persona entre el 1906 i el 1909 | Total recaptat provinent de la taxa per persona entre el 1906 i el 1909 | Total recaptat provinent de la taxa per persona entre el 1906 i el 1909 |
| 1906                                                                    | 1907                                                                    | 1908                                                                    | 1909                                                                    |                                                                         |
| Natal                                                                   | Natal                                                                   | Natal                                                                   | Natal                                                                   | Natal                                                                   |
| ----------------------------------------------------------------------- | ----------------------------------------------------------------------- | ----------------------------------------------------------------------- | ----------------------------------------------------------------------- | ----------------------------------------------------------------------- |
| £68,500                                                                 | £49,637                                                                 | £45,150                                                                 | £41,498                                                                 |                                                                         |
| Zululand                                                                |                                                                         |                                                                         |                                                                         |                                                                         |
| £7,990                                                                  | £4,267                                                                  | £3,940                                                                  | £3,520                                                                  |                                                                         |
| Total                                                                   |                                                                         |                                                                         |                                                                         |                                                                         |
| £76,490                                                                 | £53,904                                                                 | £49,090                                                                 | £45,018                                                                 |                                                                         |

Mohandas Karamchand Gandhi, el qual es trobava a Sud-àfrica en aquell moment, considerava que els indis de Sud-àfrica es trobarien en una situació millor si servien a l'Imperi Britànic com a força de reserva a l'exèrcit contra la revolta zulu. Així, Gandhi va encoratjar activament als britànics perquè reclutessin indis. Assegurava que els indis havien de donar suport a l'esforç de guerra amb l'objectiu de legitimar la seva petició de plena ciutadania. Els britànics, no obstant, van rebutjar integrar indis com soldats de l'exèrcit. Tot i així, van acceptar l'oferta de Gandhi perquè liderés un destacament de voluntaris indis com a cos de portalliteres perquè tractessin els soldats britànics ferits. Aquesta unitat de 21 persones va ser comandada pel mateix Gandhi. El líder indi va urgir a la població índia de Sud-àfrica perquè s'unís a la guerra mitjançant les seves columnes al diari Indian Opinion: "Si el govern s'adonés de quina força de reserva s'està perdent, en farien ús i donaria als indis l'oportunitat de passar per un entrenament de guerra de veritat." Més tard, el 1927, escriuria d'aquest esdeveniment que "no era una guerra, sinó una caça d'homes."